# Automatyczna sieć aerozolowa

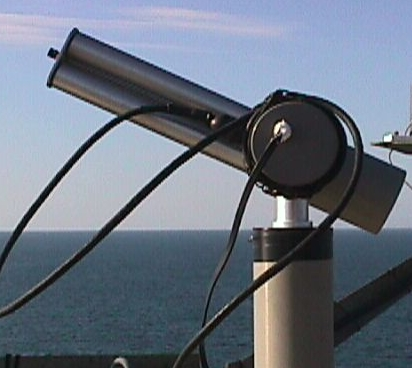
Sunfotometr sieci AERONET

Automatyczna sieć aerozolowa (ang. AErosol RObotic NETwork, w skrócie AERONET) – sieć fotometrów słonecznych służących do pomiaru ilości i rodzaju pyłów zawieszonych (sulfaty, sól morska, sadza) oraz ilości pary wodnej w powietrzu. AERONET jest wspólnym projektem naukowo-badawczym NASA i Uniwersytetu w Lille (Francja) (podsieć PHOTONS), w którym uczestniczy wiele innych instytucji naukowych i badaczy z całego świata. W skład sieci wchodzi około 500 sunfotomerów, rozmieszczonych w stacjach pomiarowych na całym świecie
Oprócz bezpośredniego pomiaru strumienia energii dochodzącej od słońca sunfortometry dokonują pomiaru w almukantarze i w płaszczyźnie głównej Słońca, dzięki temu można ocenić własności absorbujące i rozproszeniowe pyłów zawieszonych oraz ich rozkład wielkości. Sieć jest m.in. używana do badania wpływu radiacyjnego zanieczyszczeń na zmiany klimatu.

## Sunfotometr skanujący
AERONET wykorzystuje sunfotometry 318A, francuskiej firmy CIMEL Electronique, składające się z dwóch kolimatorów światła. Pomiary światła słonecznego wykonywane są w bliskim ultrafiolecie, zakresach widzialnych i bliskiej podczerwieni – 340, 380, 440, 500, 670, 870, 940 i 1020 nm. Bezpośrednie pomiary światła słonecznego umożliwiają pomiar aerozolowej grubości optycznej wyznaczanej na podstawie prawa Lamberta-Beera-Bouguera z uwzględnieniem rozpraszania Reyleigh'owskiego i absorpcji przez ozon atmosferyczny. Kalibracja instrumentów sieci odbywa się poprzez porównanie z jednym z instrumentów wzorcowych, kalibrowanym za pomocą procedury Langleya w obserwatorium na Mauna Loa na Hawajach.
W Polsce sunfotomer sieci AERONET działa w Cetralnym Obserwatorium Geofizycznym PAN w Belsku k. Grójca, Stacji Badawczej Transferu Radiacyjnego SolarAOT w Strzyżowie oraz Polskiej Stacji Polarnej na Spitsbergenie.